# Csanádi Imre
Csanádi Imre (Zámoly, 1920. január 10. – Budapest, 1991. február 23.) Kossuth- és háromszoros József Attila-díjas magyar költő, író, műfordító, balladagyűjtő, publicista, szerkesztő.

## Életpályája
Csanádi Imre és Bagotai Mária gyermeke. 1931-ben Székesfehérváron az Ybl Miklós Főreáliskola diákja, majd 1940-ben a Képzőművészeti Főiskola hallgatója, valamint Győrffy-kollégium növendéke volt, de fél év elteltével abbahagyta tanulmányait. 1941-ben bevonult. 1944-ben hadifogságba esett. Az orosz hadifogságból 1948-ban tért haza. A Szabad Föld, a Magvető Könyvkiadó, a Szabad Ifjúság című lapok munkatársa volt. 1951-től a Szépirodalmi Könyvkiadó, 1955-től a Magvető Könyvkiadó szerkesztője, 1976–1980 között az Új Tükör főszerkesztője volt.
1991-ben hunyt el, emlékét őrzi szülőfalujában a róla elnevezett Csanádi Imre Általános Iskola, valamint Székesfehérvárott a Csanádi Imre tér.

## Munkássága
A régi magyar költészet szerepét elevenítette fel, "históriás attitűd" jellemzi, elsősorban a reformáció idején talál modellértékű példákat. Formakultúrája igényesen gazdag: a magyar népdalok ritmuskészlete épp úgy sajátja, mint a klasszicizáló hajlandóság. Mindenféle intellektualizálástól elfordulva a kifejezés és a néven nevezés közvetlen, természetes erejében bizakodó költészet esztétikai ideálját vallja.

## Művei
- Esztendők terhével. Versek. 1936–1953; Szépirodalmi, Bp., 1953
- Röpülj páva, röpülj. Magyar népballadák és balladás dalok; bev., vál., jegyz. Csanádi Imre és Vargyas Lajos; Szépirodalmi, Bp., 1954
- Erdei vadak, égi madarak. Versek; Szépirodalmi, Bp., 1956
- Négy testvér; Ifjúsági, Bp., 1956
- Kis verses állatvilág; Magvető, Bp., 1958
- Ördögök szekerén. Versek; Szépirodalmi, Bp., 1963
- Csillagforgó. Válogatott és új versek; Magvető, Bp., 1966
- A magyar valóság versei 1475–1945, 1-2.; vál., szerk. Csanádi Imre; Magvető, Bp., 1966
  - 1. 1475–1820
  - 2. 1820–1945
- Ötven vers; bev. Benjámin László; Magvető, Bp., 1970
- Összegyűjtött versek. 1936–1974; Magvető, Bp., 1975
- Kergetőző négy testvér; vers Csanádi Imre, rajz Kass János; Móra, Bp., 1975
- Bástya és Bátorság; Magvető–Szépirodalmi, Bp., 1976 (30 év)
- Városom, mostohám. Válogatás a Fehérváron írott és a Fehérvárra utaló versekből; Vörösmarty Megyei Könyvtár, Székesfehérvár, 1987 (Fejér megyei irodalmi füzetek)
- Egy hajdani templomra. Válogatott és kiadatlan versek, 1936–1988; Szépirodalmi, Bp., 1989
- Zelk Zoltán–Benjámin László–Csanádi Imre: Tűzből mentett hegedű. Válogatott versek; vál., szerk., bev. Alföldy Jenő; Papirusz Book, Bp., 2004
- Hajnali káprázat. Válogatott versek, 1936–1988; szerk. Alföldy Jenő; Hét Krajcár, Bp., 2005
- Fehérvár köszöntése. A hazagondolás versei és levelei a szovjet fogságból; szerk. Majer Tamás; HírBeleBumm Szociális Szövetség, Székesfehérvár, 2016

## Díjai
- József Attila-díj (1954, 1964, 1973)
- Kossuth-díj (1975)
- A Magyar Népköztársaság zászlórendje (1980)
- Déry Tibor-díj (1984)
- Az Év Könyve jutalom (1990)

## Emlékezete
- Székesfehérvár Víziváros városrészében tér viseli a nevét